# Fiona May
Fiona May (Slough, Regne Unit 1969) és una atleta britànica, ja retirada, i nacionalitzada posteriorment italiana, especialista en salt de llargada.

## Biografia
Va néixer el 12 de desembre de 1969 a la ciutat de Slough, població situada al comtat de Berkshire, en una família d'orígens jamaicans. L'any 1994 va obtenir la nacionalitat italiana en casar-se amb el seu entrenador Gianni Iapichino.

## Carrera esportiva

### Amb el Regne Unit
Va participar, als 18 anys, en els Jocs Olímpics d'Estiu de 1988 celebrats a Seül (Corea del Sud), on va obtenir la sisena posició en la final femenina de salt de llargada, aconseguint guanyar així un diploma olímpic. En els Jocs Olímpics d'Estiu de 1992 celebrats a Barcelona (Catalunya) no aconseguí passar de la primera ronda.
En representació del Regne Unit aconseguí guanyar el Mundial Júnior d'atletisme de 1988 i en representació d'Anglaterra guanyà la medalla de plata en els Jocs de la Commonwealth de 1990.

### Amb Itàlia
Va participar en els Jocs Olímpics d'Estiu de 1996 realitzats a Atlanta (Estats Units), on aconseguí guanyar la medalla de plata en la competició olímpica de salt de llargada, un metall que aconseguí revalidar en els Jocs Olímpics d'Estiu de 2000 realitzats a Sydney (Austràlia). En els Jocs Olímpics d'Estiu de 2004 realitzats a Atenes (Grècia), els seus cinquens Jocs, no passà de la ronda de classificació inicial.
Al llarg de la seva carrera amb Itàlia ha guanyat quatre medalles en el Campionat del Món d'atletisme, dues d'elles d'or; una medalla d'or en el Campionat del Món d'atletisme en pista coberta, dues medalles en el Campionat d'Europa de l'especialitat i una medalla d'or en els Jocs del Mediterrani.